# Onafhankelijken
Onafhankelijken, ook wel: partijlozen, zijn politici die geen lid zijn van een politieke partij en daar anderszins ook niet mee zijn verbonden. Partijlozen of onafhankelijken kunnen hun eigen standpunten innemen die aansluiting bij een van de gevestigde politieke partijen moeilijk maken.
Onafhankelijke kandidaten zijn in Nederland vrij zeldzaam. Wel gebeurt het soms dat een politicus uit diens partij stapt, maar toch diens zetel behoudt. De nieuw ontstane fractie draagt vaak de achternaam, voorafgegaan door lid, groep of fractie, als naam.
In landen met een meerderheidsstelsel, maar waar het winner takes all-principe wordt gebruikt, komen onafhankelijke kandidaten vaak voor als lokale kandidaat. De president in een republiek met een parlement of met een semipresidentiele regering hoort soms niet bij een politieke partij. In landen waar andere uitvoerende functies, zoals burgemeester of gouverneur, direct worden gekozen, komt het veel voor dat een kandidaat onafhankelijk is.

## Voorbeelden
- Australië: De onafhankelijke parlementsleden Rob Oakeshott, Andrew Wilkie en Tony Windsor steunden in de periode 2010-2013 de minderheidsregering van Julia Gillard.
- Frankrijk: Onafhankelijke politici worden verdeeld in Divers gauche (links), Divers centre (centrum) en Divers droite (rechts).
- Hongarije: Voormalige presidenten Ferenc Mádl (2000-2005) en László Sólyom (2005-2010).
- Ierland: Voormalig president Mary Robinson.
- IJsland: Guðni Thorlacius Jóhannesson, president van IJsland van 2016 tot 2024, was geen lid van een politieke partij.
- Nederland: Minister-president Dick Schoof (2024-heden). Volksvertegenwoordigers die hun fractie hebben verlaten, maar hun zetel hebben behouden, zijn onafhankelijken. Dit waren in de zittingsperiode 2021-2023 van de Tweede Kamer bijvoorbeeld Liane den Haan uit 50PLUS, Wybren van Haga uit Forum voor Democratie en Pieter Omtzigt uit het CDA. Er zijn in Nederland steeds meer burgemeesters die niet bij een partij aangesloten zijn, zoals Annemarie Penn-te Strake in Maastricht.
- Rusland: Voormalig president Dmitri Medvedev was tijdens zijn presidentschap geen lid van een partij, maar werd wel gesteund door de partij Verenigd Rusland, waar hij in 2011 lid van werd.
- Verenigde Staten: De eerste president George Washington is nooit lid van een politieke partij geweest. De tiende president John Tyler werd tijdens zijn presidentschap uit zijn partij gezet. Daardoor heeft hij een deel van zijn termijn als onafhankelijke gediend. Anno 2015 zaten in het 112e Amerikaans Congres twee onafhankelijke senatoren, Angus King en Bernie Sanders. Eerder zat tussen 2007 en 2012 Joe Lieberman, een modern-orthodox joodse voormalige Democraat in de Senaat.